# وكالة التأهيل والتعمير (إندونيسيا)

وكالة التأهيل والتعمير (بالإندونيسية: Badan Rehabilitasi dan Rekonstruksi) هي وكالة لإعادة تأهيل وإعادة إعمار أتشيه ونياس، وهي وكالة حكومية إندونيسية قامت بتنسيق وتنفيذ برنامج الإنعاش بشكل مشترك في أعقاب زلزال المحيط الهندي وتسونامي في ديسمبر 2004 والذي أثر في الغالب على أتشيه وزلزال نياس - سيمولو في مارس 2005.
أسس وكالة التأهيل والتعمير رئيس إندونيسيا سوسيلو بامبانغ يودهويونو في 16 أبريل 2005. عملت الوكالة لمدة أربع سنوات، ومقرها في باندا آتشيه، مع مكتب إقليمي في نياس ومكتب تمثيلي في جاكرتا. من خلال وزارة إندونيسيا السابقة وخريجو جامعة ستانفورد، Kuntoro Mangkusubroto تم تعيين كونتورو مانجكوسبروتو لقيادة الوكالة، بالتنسيق مع مجتمع الإنعاش. استذكر بعد ذلك (أواخر عام 2014) بعض جوانب عمل الوكالة أثناء وجوده في آتشيه قائلاً «أنا سعيد وفخور بأن إعادة البناء الجسدي قد تحققت وفقًا للتوقعات. في الواقع في بعض القطاعات تفوق التوقعات».
يعتبر برنامج الإنعاش في آتشيه ونياس أحد أكبر البرامج الإنسانية في التاريخ.
تتمثل مهمة الوكالة في استعادة سبل العيش وتقوية المجتمعات في آتشيه ونياس من خلال تصميم والإشراف على برنامج إعادة الإعمار والتنمية المنسق، المدفوع باعتبارات المجتمعات المحلية والذي يتم تنفيذه وفقًا لأعلى المعايير المهنية.
مع استجابة ما يقرب من 653 وكالة تمويل و564 من الشركاء المنفذين لزلزال المحيط الهندي وتسونامي 2004 وزلزال نياس - سيمولو عام 2005، كانت إمكانية تداخل المشروعات عالية جدًا. كانت هناك حاجة إلى الوكالة لضمان فعالية برنامج إعادة الإعمار، والحد من الازدواجية، واستخدام أموال المانحين على النحو الأمثل، وكذلك دور مهم من مساهمة المجتمع المحلي والمشاركة في جهود إعادة الإعمار.
شمل البرنامج ما يصل إلى 20.000 مشروع نفذتها مئات المنظمات، بما في ذلك المؤسسات الحكومية المحلية والوطنية، والوكالات متعددة الأطراف والثنائية، والمنظمات غير الحكومية الوطنية والدولية، إلى جانب الآلاف من المتطوعين والمشاركين الآخرين من جميع أنحاء العالم.
كان التقييم الأولي للأضرار والخسائر في آتشيه 4.5 مليار دولار أمريكي، وفي نياس بحوالي 400 مليون دولار أمريكي. وقد أدت هذه التقييمات إلى جانب معدل تضخم متقلب وحوالي 1.5 مليار دولار أمريكي لتحسين المرافق المهملة داخل هذه المناطق، وإلى زيادة إجمالي التمويل المطلوب لإعادة الإعمار إلى أكثر من 7 مليارات دولار أمريكي.
كانت استجابة المجتمعين المحلي والدولي غير مسبوقة، حيث تم التعهد بتقديم ما مجموعه 7.2 مليار دولار أمريكي والتزام حوالي 7 مليارات دولار أمريكي، وهو ما يستند إلى الحسابات الأخيرة، وإلى تحقيق تقريبي بنسبة 93٪ في تمويل المساعدات.
مركز الوكالة للمعرفة مكرس للحفاظ على البيانات وإدارة المعلومات المتعلقة ببرنامج إعادة التأهيل وإعادة الإعمار في آتشيه ونياس (2005-2009). تم إنشاء وكالة المعرفة بواسطة الوكالة في يونيو 2008 من خلال دعم من صندوق المانحين المتعددين وفي شراكة مع برنامج الأمم المتحدة الإنمائي. وتشمل أنشطتها الرئيسية جمع الوثائق وفهرستها وتصنيفها وتنسيقات الوسائط الأخرى وتمكين الوصول إلى هذه المعلومات لأغراض البحث والمراجع.